# 溫翠蘋
溫翠蘋（1971年6月4日—），臺灣女演員、女歌手、模特兒，出生於臺灣臺北市。

## 生平
1989年參加環球中國小姐選美，獲得第二名，隨後進入演藝界，以性感艷麗的形象受注目；後來代表台灣參加世界環球小姐比賽，獲得第十一名。出道後主要從事電影拍攝工作，亦曾推出寫真集。精通多國語言，包括國語、臺語、粵語、英語、日語、西班牙語等，因此有「九官鳥」之外號。
1996年溫翠蘋赴日本發展，翌年與日本籍男子齊藤義行並交往後於1998年結婚並定居日本，在日本演藝圈發展。在日期間溫翠蘋曾使用過「溫雪梨」的藝名，後又改用原名。2003年因齊藤義行在中國的外遇曝光，兩人離婚。溫隨後返回台灣，繼續從事演藝工作，經常出現於臺灣各綜藝節目。
2007年涉及代言廣告詐欺案，並遭廣告商索償。
與前夫育有一女。

## 演出作品

### 電影
| 年份       | 片名             | 角色         |
| 1990年6月  | 《黑蝴蝶》       |              |
| 1992年6月  | 《城市獵人》     | 芽子的助手   |
| 1993年2月  | 《唐伯虎點秋香》 | 冬香         |
| 1994年1月  | 《桃色追緝令》   |              |
| 1998年6月  | 《不夜城》       | 葉曉丹的秘書 |
| 1998年8月  | 《醉夢夜景》     |              |
| 2000年7月  | 《血緣strain》   |              |
| 2001年10月 | 《冰月》         |              |
| 2002年6月  | 《龍虎兄弟》     |              |
| 2002年12月 | 《極道者第三級》 |              |
| 2019年2月  | 《大三元》       | 盛銀蘭       |

### 電視劇
| 年份       | 頻道       | 劇名                 | 角色          |
| 1991年6月  | 華視       | 《家有仙妻》         | 洪小蘋        |
| 1991年11月 | 華視       | 《禁忌的遊戲》       |               |
| 1993年8月  | 華視       | 《陰陽配》           |               |
| 1994年10月 | 華視       | 《包青天》           |               |
| 1995年5月  | TVBS       | 《絕代雙驕》         |               |
| 1996年7月  | TBS        | 《夏日求婚》         |               |
| 1997年5月  | NTV        | 《FIVE》             |               |
| 1997年11月 | NHK        | 《帶島》             |               |
| 2000年3月  | TBS        | 《愛的劇場溫暖家庭》 |               |
| 2001年8月  | 台視       | 《江山樓》           |               |
| 2002年1月  | 台視       | 《再見螢火蟲》       |               |
| 2003年12月 | 民視       | 《家有日本妻》       | 赤木晴子      |
| 2004年1月  | 衛視中文台 | 《第8號當舖》        |               |
| 2004年4月  | 中視       | 《愛情風暴：美麗99》 |               |
| 2004年12月 | 台視       | 《野球風雲》         | 伊藤洋子      |
| 2006年     | 緯來綜合台 | 我的兒子是老大       | 曾美惠/曾曉昇 |
| 2006年8月  | 台視       | 《神機妙算劉伯溫》   | 雲丹紗辰      |
| 2013年3月  | 大愛       | 《築夢的人》         |               |

## 主持作品

### 綜藝節目
| 年份                  | 頻道       | 節目                           |
| 1990年7月至11月       | 台視       | 《羅曼史》                     |
| 1992年11月            | 中視       | 《來電50》                     |
| 1992年12月            | 台視       | 《強棒出擊》                   |
| 1996年7月至12月       | 富士電視台 | 《CASINO SAURS》               |
| 1997年4月至1998年10月 | NHK        | 《土曜元氣布》                 |
| 1997年3月至10月       | 富士電視台 | 《遂道二人的原味》             |
| 1998年至2001年        | 朝日電視台 | 《早晨Life沙拉之旅》外景主持人 |
| 2006年至結束未知      | JET日本台  | 《北海道風情畫》主持人         |

## 音樂作品

### 個人唱片
| 發行日期  | 專輯名稱     | 發行公司 | 曲目 |
| --------- | ------------ | -------- | --- |
| 1994年6月 | 《伴我情深》 | 波麗佳音 | 1. 沒有主見的心 2. 浪漫不是我唯一的要求 3. 你的心我最想要 4. 多疼我一遍 5. 一生想念 6. 為愛著迷 7. 伴我情深 8. TRUST ME 9. 找個沒有你的城市流浪 10. 一直都愛你 |

## 出版作品

### 寫真集
- 《EVE》 （1997年2月，日本近代映畫社發行）
- 《後窗》（1999年3月，非常喜發行）

## 廣告代言
- 元氣蜂波豐胸產品「美麗再現EFG」
- 日本觀光局「北海道觀光皇后」

## 外部連結
- 溫翠蘋個人部落格 （页面存档备份，存于）
- 溫翠蘋在香港影庫上的簡介
- 溫翠蘋在豆瓣上的资料（简体中文）